# Държавна религия
| Християнство |  | Ислям |  | Будизъм |

Държавна религия (наричана също официална религия) е вероучение, което официално е утвърдено и подкрепяно от дадена държава. Държавите без държавна религия се наричат секуларни държави. Държава, в която има официална религия, а институциите на държавата се намират под контрола на религията се нарича теокрация.
Официална религия съществува в историята на повечето култури, като такава съществува още в Древния Изток. Връзката между вероизповеданието и държавата е дискутирана от Марк Теренций Варон с термина theologia civilis. Първата християнска църква, поддържана и финансирана от държавата, е Арменската апостолическа църква през 301 г. Християнството е обявено за държавна религия на Римската империя на 27 февруари 380 г. чрез Солунския едикт на император Теодосий I.
В Близкия Изток много държави с преобладаващо мюсюлманско население имат ислям (сунитски или шиитски) за своя държавна религия, макар степента на религиозните ограничения върху бита на хора да се различава според страната. Турция, която също има основно мюсюлманско население, става секуларна държава след реформите на Ататюрк.
Степента, до която официалната религия се налага на жителите на страната, може да варира в широки граници – от много висока в Саудитска Арабия до минимална в Дания, Англия, Исландия или Гърция.

## Държави

### Християнство
- Римокатолицизъм: Аржентина, Ватикана (теокрация), Доминиканска република, Коста Рика, Лихтенщайн, Малта, Монако, Салвадор, Сан Марино, Швейцария (някои кантони), Полша.

- Лутеранство: Дания, Исландия, Норвегия, отчасти в Швеция, Финландия и Шотландия.

- Англиканство: Англия.

- Православие: Гърция, Финландия (отчасти). Със специален статут, но не определени като държавна религия са: Армения, Беларус, Грузия, Северна Македония, Украйна, България.

### Юдаизъм
- Юдаизъм: Израел.

### Ислям
- Сунити: Алжир, Афганистан, Бангладеш, Бахрейн, Бруней, Египет, Индонезия, Йордания, Йемен, Катар, Коморски острови, Либия, Мавритания, Малдиви, Мароко, Обединени арабски емирства, Пакистан, Саудитска Арабия, Сомалия, Судан, Тунис, Палестинска автономия.

- Шиити: Иран (теокрация), Ирак.

- Ибадити: Оман.

### Будизъм
- Будизъм: Бутан, Лаос, Камбоджа, Тайланд, Южна Корея, Шри Ланка (отчасти).